# Satu Mare
Satu Mare (węg. Szatmárnémeti, niem. Sathmar) – miasto w północnej Rumunii, siedziba władz administracyjnych okręgu o tej samej nazwie. W 2021 roku Satu Mare zamieszkiwało 90 384 mieszkańców.

## Gospodarka
W mieście rozwinął się przemysł maszynowy, włókienniczy, odzieżowy, metalowy, drzewny oraz spożywczy.

## Mieszkańcy
Większą część mieszkańców Satu Mare stanowią Rumuni – 58% (66 638). Inne narodowości zamieszkujące miasto to:
- Węgrzy – 39% (45 298)
- Niemcy – 1% (1607)
- Romowie – 0,9% (1115)

W 2002 roku w mieście mieszkało 480 mieszkańców innej narodowości, w tym 3 Polaków.
Urodził się tu Gustaw Zygadłowicz – generał dywizji Wojska Polskiego, kawaler Orderu Virtuti Militari.
Stąd pochodzi dwór (ruch) chasydzki Satmar.

## Miasta partnerskie
- Nyíregyháza (Węgry)
- Wolfenbüttel (Niemcy)
- Zutphen (Holandia)
- Schwaz (Austria)
- Rzeszów (Polska) od 12 grudnia 2007

## Galeria

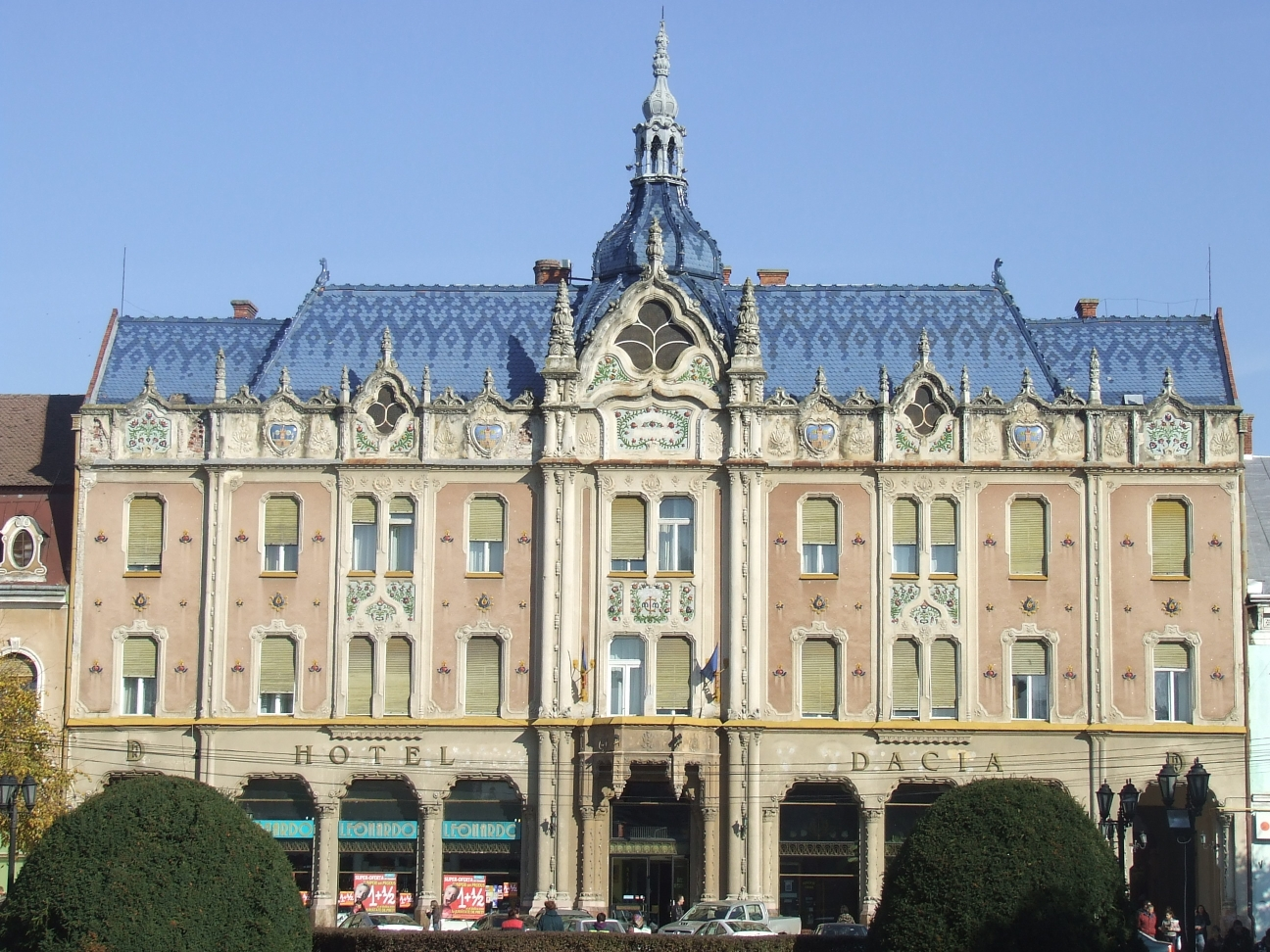
Hotel Dacia w Satu Mare
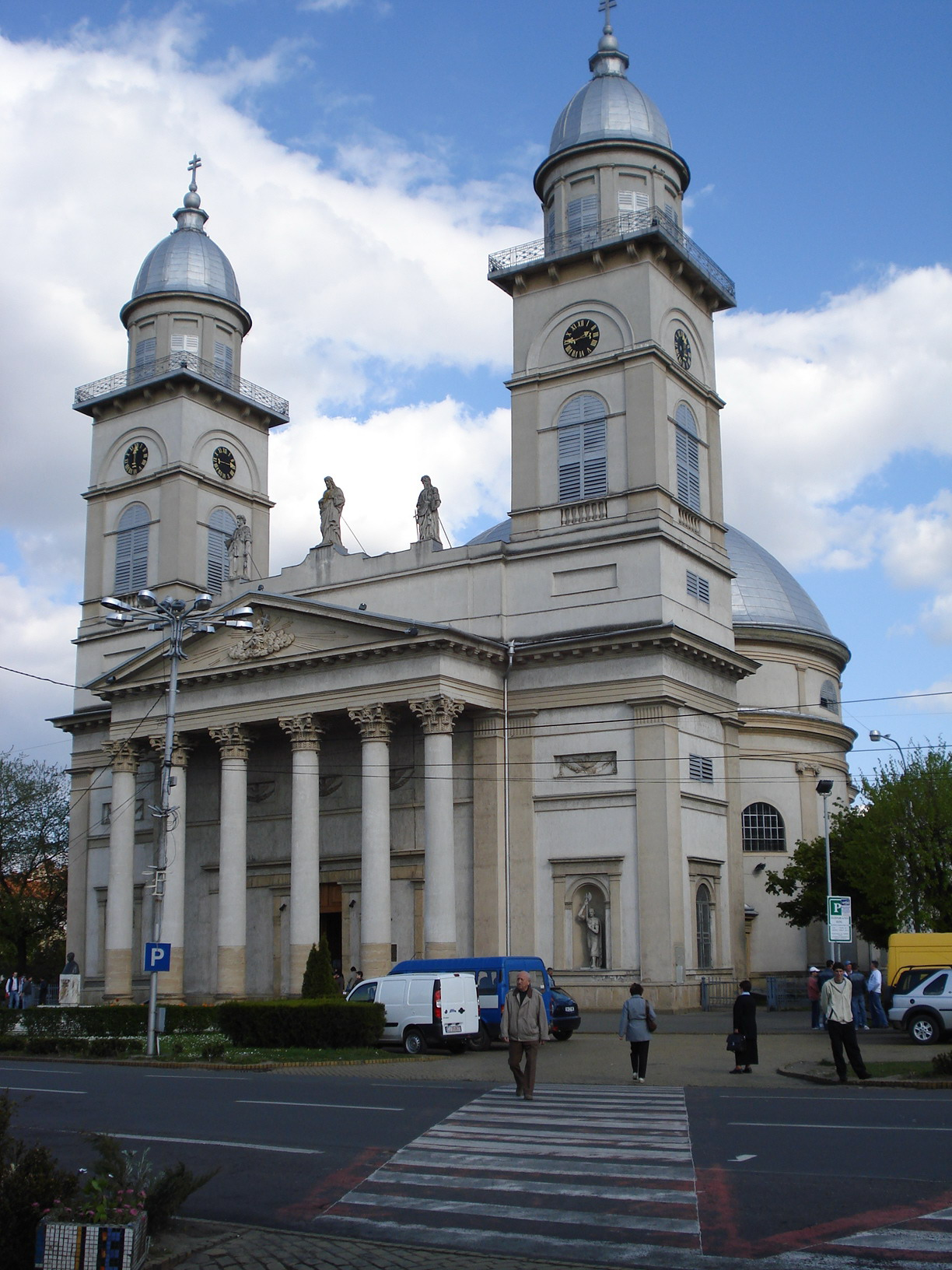
Katedra katolicka
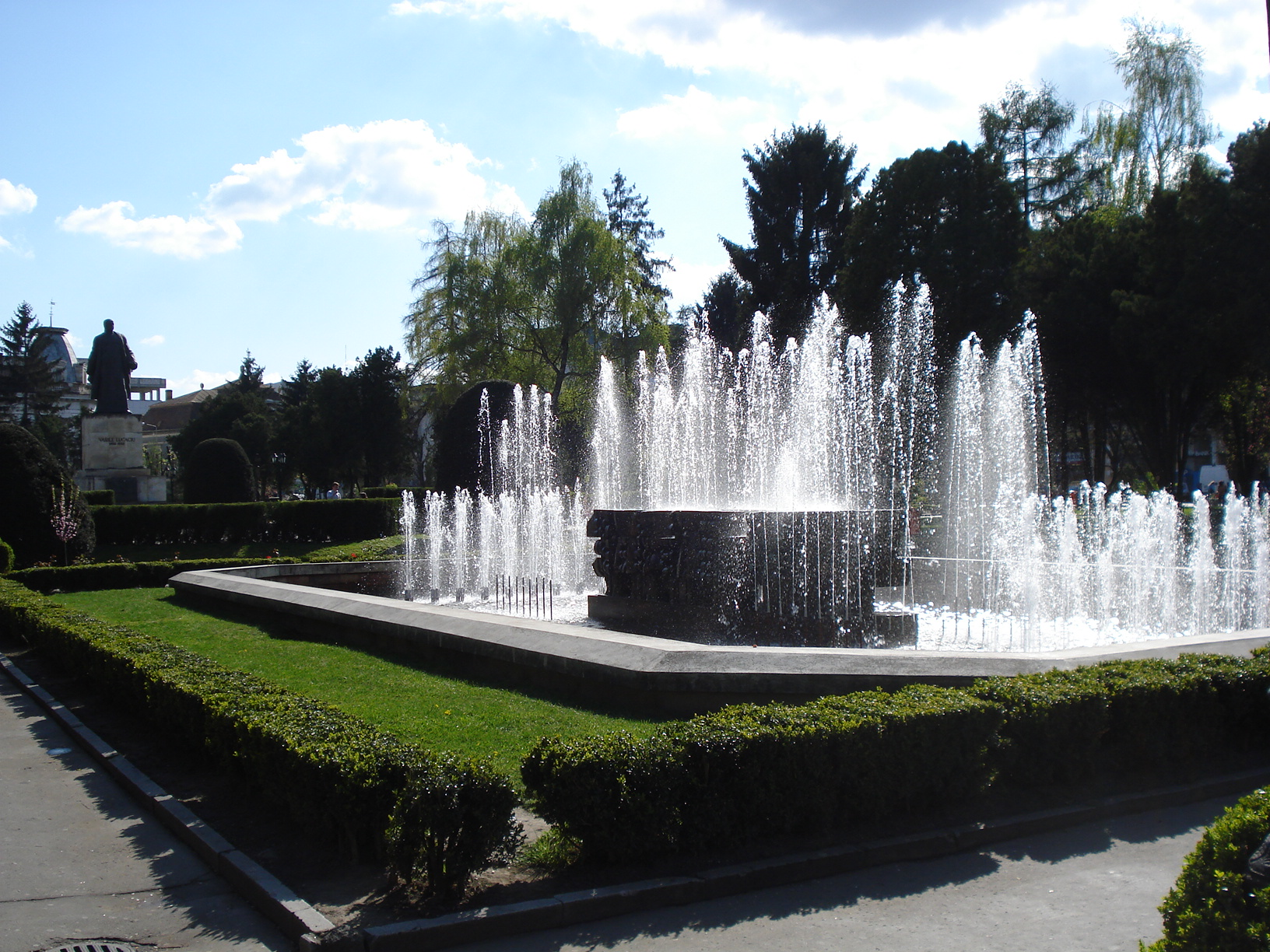
Fontanna w parku miejskim